# 雲川君
云川君昭怀公李𪬦（：／?，1490年—1524年），朝鲜成宗李娎十五子，母淑仪洪氏。逝世，年三十四。无子，以完原君昭悼公李𢢝次子伊川君李寿礼为继子。

## 家庭
- 父：朝鮮成宗
- 母：淑儀洪氏
  - 姊：惠淑翁主 李秀蘭（朝鲜语：혜숙옹주）、靜順翁主 李福蘭（朝鲜语：정순옹주 (성종)）
  - 兄：完原君 李𢢝、檜山君 李恬、甄城君 李惇、益陽君 李懷、景明君 李忱
  - 弟：楊原君 李憘（朝鲜语：양원군）、靜淑翁主 李如蘭
- 妻：鶴城郡夫人 安東權氏（1489年1月1日－1565年9月4日）：参议赠贊成权仁孙之女
  - 長女：李桂英（1505年－？）：嫁固城李氏監察李嶇，生有1子6女。
  - 次女：不詳（1509年－？）：嫁全義李氏（朝鲜语：전의 이씨）郡守李宗孝，育有一女
  - 三女：李珠英（1511年－？）：嫁密陽朴氏令朴舜年，育有3子
  - 四女：不詳（1515年－？）：嫁延安李氏郡守贈贊成李慶宗，育有一子
  - 養子：伊川君 李壽禮（1508年12月10日－1568年6月14日）：朝鮮成宗第三子李𢢝之子，出繼雲川君。
    - 孫：義寧副正 李傳
    - 孫：義興副守 李伋
    - 孫：義陽君 李脩
    - 孫：義信君 李備